# Vemeník dvoulistý
Vemeník dvoulistý (Platanthera bifolia) je vytrvalá středně vysoká bylina z čeledi vstavačovitých (Orchidaceae).

## Popis
Vemeník dvoulistý je přibližně 30–50 cm vysoká rostlina, podle jiných zdrojů 20–55 cm. Má přímou, dutou a na průřezu hranatou lodyhu, která nese zpravidla dva až tři drobné kopinaté lístky. Na bázi nese dva velké, světle zelené a široce oválné přízemní listy. Kvete od května do července. Květenství (v horní části lodyhy) je řídký válcovitý klas složený z bílých květů. Část okvětních lístků vytváří neúplnou přilbu. Pysk s ostruhou je čárkovitý a z bílé přechází do nazelenalé barvy. Plodem je tobolka. Je to obecně velmi proměnlivý druh a dokonce se kříží s příbuzným vemeníkem zelenavým (od něhož se pozná především podle umístění brylek).

## Rozšíření
Má rozsáhlý areál výskytu, sahající přes Evropu a severní Afriku až do Asie po Himálaj a východní Sibiř. Roste v širokém spektru různých stanovišť, především na loukách, v křovinách, v světlých listnatých lesích a v lesních lemech, ale také na vřesovištích a v různých chudých trávnících.
V Česku je to jedna z nejhojnějších orchidejí, přesto je národním červeným seznamem hodnocena jako ohrožená a ve stejné kategorii zákonem chráněná, nicméně v celosvětovém Červeném seznamu IUCN nefiguruje.

## Galerie

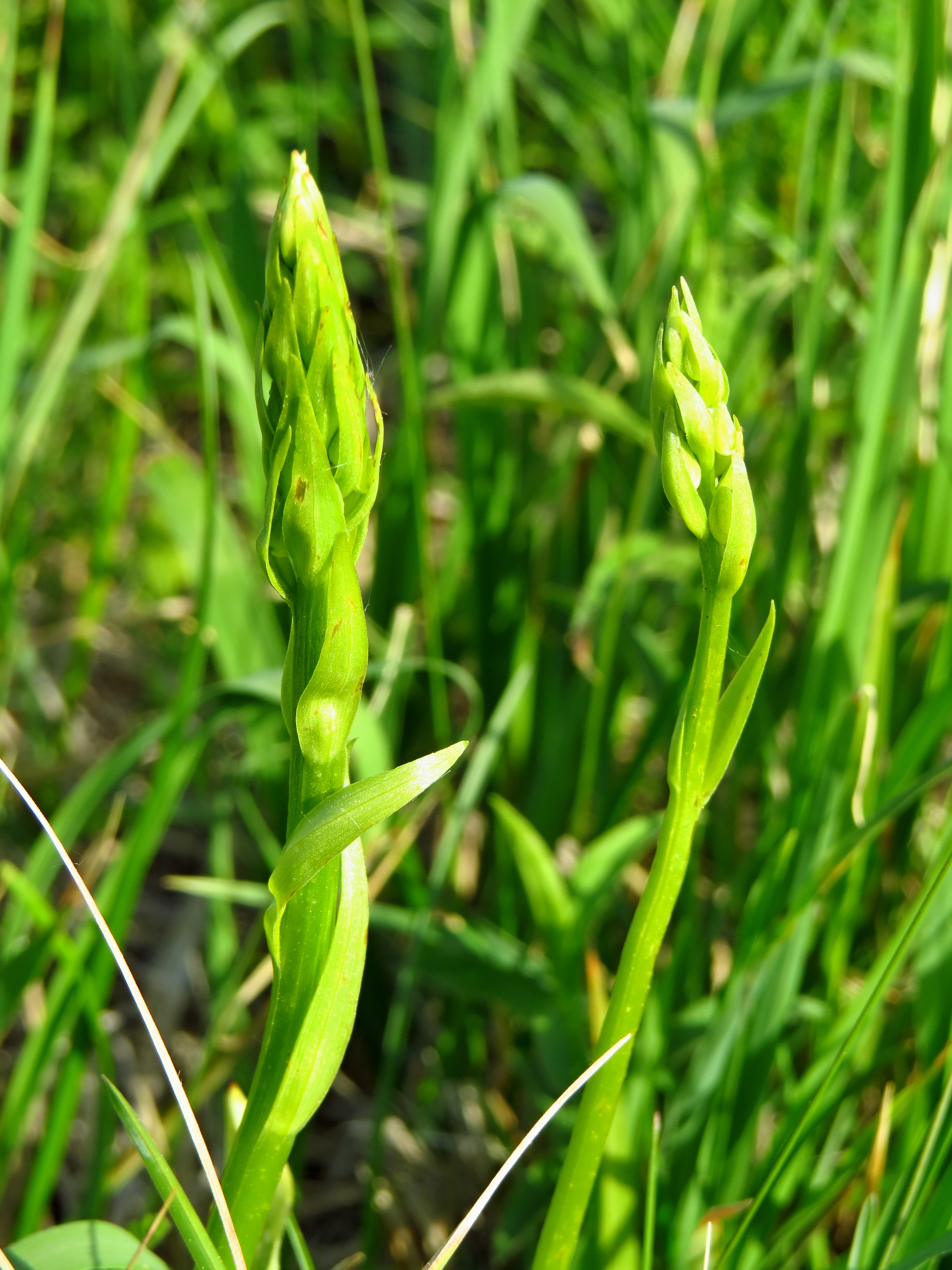
Před květem
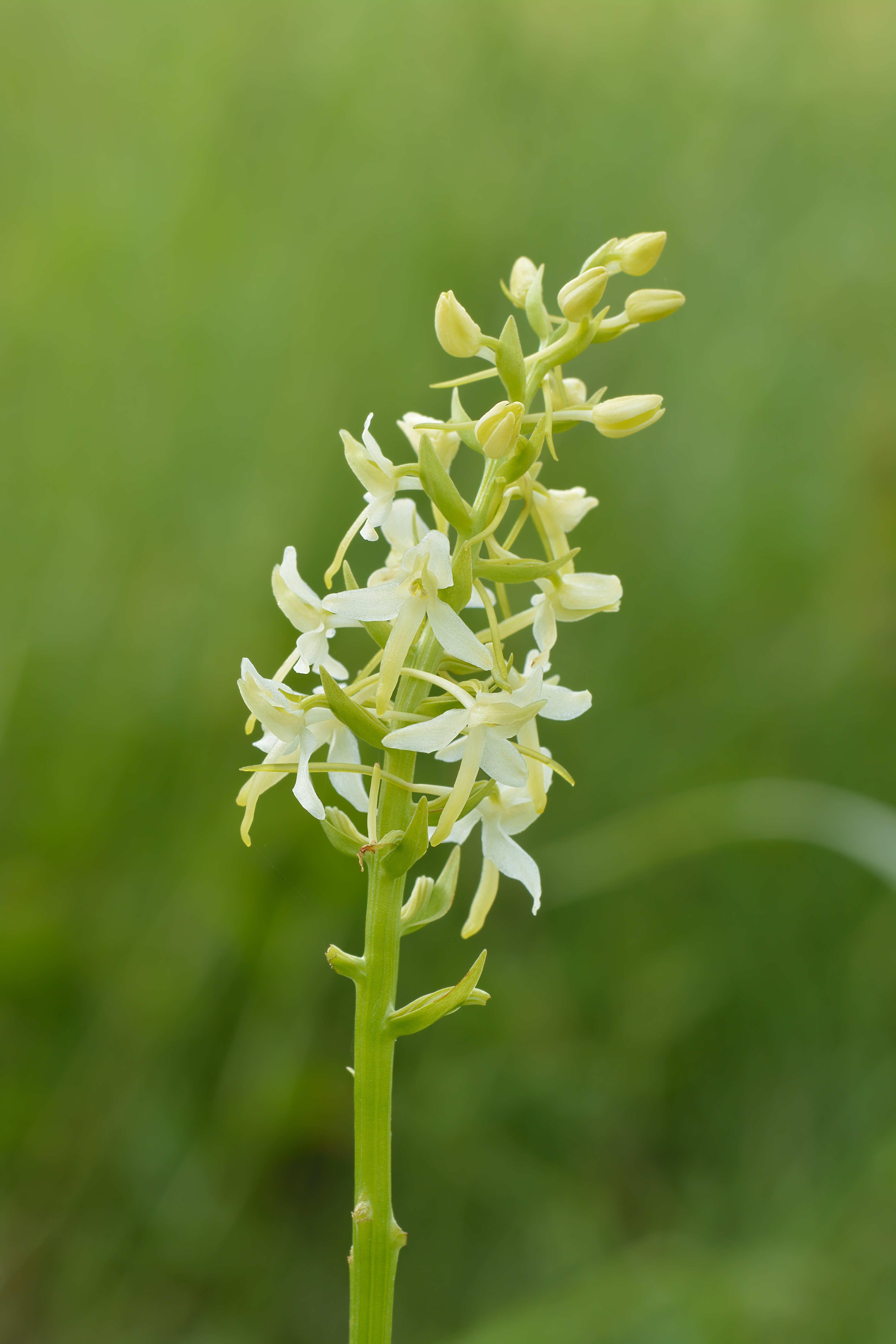
Květenství